# Valkó Imre
Valkó Imre, született Weinfeld (Emery I. Valkó; Abony, 1902. szeptember 1. – Boston, USA, 1975. március 2.) kolloidkémikus, textilvegyész. Valkó István Pál gépészmérnök és Valkó Iván Péter fizikus, villamosmérnök bátyja.

## Életpályája
Valkó (Weinfeld) Henrik (1866–1936) magánhivatalnok és Szőllősi Anna (1880–1939) gyermekeként született. Középiskolai tanulmányait a budapesti Kölcsey Ferenc reálgimnáziumban végezte, majd a Bécsi Tudományegyetemen folytatta. 1928–29-ben Budapesten a Magyar Ruggyantaárugyár kutatómérnöke volt. 1929–38 között a ludwigshafeni I. G. Farbenindustrie laboratóriumának kutatója. 1939-ben családjával a fasizmus elől Kanadába költözött. 1942-ben az Egyesült Államokban telepedett le, ahol először a Drew Co. kutatólaboratóriumát vezette, majd előbb a Lynn Technical College, később pedig a Massachusette Institute of Technology (MIT) professzora volt. A New York-i akadémia tagja volt. Amerikai évei alatt elsősorban textilvegyészettel foglalkozott.
Házastársa Herminghaus Hermina volt, akivel 1935. augusztus 19-én Budapesten, a Terézvárosban kötött házasságot.

## Főbb művei
- Elektrochemie der Kolloide. Wien, 1929. (Wolfgang Paulival közösen)
- Kolloidchemie der Eiweisskörper. Leipzig, 1933. (Wolfgang Paulival közösen)
- Kolloidchemische Grundlagen der Textilveredlung. Berlin, 1937.